# Jasieniec (rzeka)
Jasieniec – rzeka płynąca w zachodniej części miasta Łódź (długość 3,8 km) oraz Konstantynowie Łódzkim (długość 4,6 km), dopływ Neru.
Źródła rzeki znajdują się w Łodzi w okolicach ulicy Cieplarnianej na Grabieńcu, jednak ze względu na urbanizację terenu Jasieniec rozpoczyna się wylotem kolektora drenażowego zlokalizowanego na osiedlu Teofilów poniżej ulicy Rojnej. W dalszym biegu płynie przez obszary dawnych wsi, obecnie peryferyjnych łódzkich osiedli: Starego i Nowego Złotna oraz Huty Jagodnica. Jego dopływy stanowi kilka małych, nienazwanych cieków wodnych oraz kanały burzowe.
Rzeka stanowi głównie kanał odprowadzający wodę z opadów z terenów, przez które przepływa. Dla zabezpieczenia wykonania tego zadania jest uregulowana na całej swej długości. Rzeka ta nigdy nie miała znaczenia przemysłowego.